# Inca Kola
Inca Kola è una bevanda gassata molto popolare in America Latina, originaria del Perù. Questa cola, pur non avendo stessa fama delle cola di proprietà delle multinazionali, è abbastanza diffusa nei mercati dell'America meridionale tra le specialità mondiali. Il suo sapore zuccherino è assimilabile a quello di una gomma da masticare. Il suo colore è giallastro, è confezionata in bottiglie in vetro o in plastica di diverse grandezze, e in lattine dello stesso colore, orlate da un disegno Inca. I suoi consumatori abituali preferiscono berla a temperatura ambiente ("sin helar") piuttosto che fredda. A partire dal 2005, Inca Kola è venduta nei supermercati statunitensi in bottiglie da due litri, lattine e bottigliette individuali. In Italia, a volte è disponibile in alcuni negozi che vendono prodotti alimentari esteri

## Storia
Nel 1910, presso Rimac, uno dei più vecchi e più tradizionali quartieri di Lima, una famiglia immigrata dall'Inghilterra creò una piccola impresa d'imbottigliamento con il nome di famiglia: Lindley. Gradualmente l'impresa crebbe con successo e nel 1928 José R. Lindley ne divenne il primo direttore generale.
Grazie alle sue relazioni amichevoli con un fabbricante locale di bibite, Lindley imparò la ricetta di un'ancestrale bevanda a base di citronella (Aloysia triphylla), "Hierba Luisa" in spagnolo. Ne apprezzò il sapore e preparò delle nuove varianti, con nuovi ingredienti e nuovi livelli di gassificazione finché, nel 1935 venne lanciata sul mercato "Inca Kola" (il cui nome rimandava al popolo degli Inca) accompagnata dallo slogan: "Di Inca Kola ce n'è solo una e non assomiglia a nessuna" (Inca Kola sólo hay una y no se parece a ninguna).
Alla metà degli anni quaranta, Inca Kola era già leader del mercato locale della capitale peruviana e, grazie ad alcune innovazioni introdotte nel 1945, la capacità d'imbottigliamento crebbe fortemente e regolarmente e la fece diventare una bibita tradizionale (grazie anche all'utilizzo di simboli iconografici nazionali e dei popoli indigeni d'America).
Alla fine degli anni cinquanta, Inca Kola beneficiò di un enorme aumento dei consumi mondiali, tanto che riuscì ad attestarsi al 38% del mercato del Perú.

## Evoluzione

### Pepsi e Coca-Cola
Dalle sue origini, Inca Kola erose quella parte di mercato prima detenuta da Pepsi e Coca-Cola, grazie a una strategia basata su un marketing aggressivo e prezzi poco elevati. Inoltre, la rivendicazione del titolo di unica bevanda nazionale favorì il suo successo tra le frange di clienti più nazionalisti.
Coca-Cola e Pepsi condussero così una strategia congiunta di marketing ossessivo al fine di scalzare Inca Kola dal trono di bevanda preferita dai peruviani. Inca Kola rispose con una campagna pubblicitaria analoga che offriva del denaro e spazi pubblicitari ai piccoli ristoranti. Il marchio improntò gli spot sul fatto che Inca Kola era il giusto surrogato delle due rivali statunitensi.

### La caduta di Pepsi
Negli anni ottanta, la campagna "Pepsi Challenge" (El Reto Pepsi) l'aiutò a distruggere il marchio Pepsi nell'intero paese: furono creati dei centri di degustazione a Lima e nei dintorni, dove la gente poteva partecipare a un test di confronto fra Pepsi e Coca-Cola. Venivano presentate ai partecipanti due bottiglie senza etichetta e due bicchieri, ogni bottiglia era sigillata e veniva aperta e versata nel rispettivo bicchiere. Il candidato doveva assaggiare le due bevande e scegliere quella preferita, ma senza chiedergli preventivamente quale fosse la sua preferita e quella che beveva abitualmente.
La campagna fu un disastro, a causa di tre conseguenze, tutte a sfavore di Pepsi: 
1. I candidati vennero accusati ingiustamente di preferire sia la Coca-Cola sia la Inca Kola al posto di Pepsi
2. Coloro che preferirono Coca-Cola alla Pepsi non cambiarono idea
3. Coloro che non fecero il test, scelsero per principio Inca Kola.

Circa l'80% degli intervistati comunque scelse la Coca-Cola nei test complessivi effettuati. Inoltre Coca-Cola decise in quel periodo, di concedere un privilegio ai peruviani: modificare la propria ricetta secondo i gusti delle popolazioni locali aggiungendo zucchero alla miscela originaria.
Dopo questa campagna, la quota di mercato detenuta da Pepsi crollò al 3%, e restò così bassa finché Pizza Hut, Kentucky Fried Chicken e altre filiali della Pepsi non aprirono punti vendita in Perù, vendendo unicamente la cola Pepsi nei loro ristoranti. Tuttavia, molti peruviani non frequentano i punti vendita di queste catene a causa di questo "incidente" di percorso e perché preferiscono bere la Inca Kola.

### Coca-Cola: rivalità e distensione
Conseguentemente alla débâcle della Pepsi, le due rivali si ritrovarono sole e divise nella battaglia delle bibite analcoliche nel paese andino, Coca-Cola, col 21% del mercato, e Inca Kola attorno al 35%. Coca-Cola promosse aggressivamente le sue bevande in tutte le maniere, sponsorizzando qualsiasi cosa fino alle maggiori competizioni sportive che si svolgevano in Perù. Provò a imporsi quale bevanda adatta per accompagnare i pasti legando la bevanda a qualsiasi menù nei ristoranti, piazzando addirittura delle "Coca-Cola Girls" in tutti gli angoli di Lima.
Grazie a queste campagne, nel 1995, Coca-Cola riuscì a raggiungere Inca Kola con un testa a testa rispettivamente 32% e 32,9% di quota di mercato.
Inizialmente, Bembos, una catena nazionale di fast food che sorpassò McDonald's e che praticamente espulse Burger King dal Perù, decise ovviamente di servire Inca Kola al posto della Coca-Cola, dopo aver cercato di trovare un accordo con la compagnia statunitense. I ristoranti trovarono facilmente clientela servendo la bevanda nazionale.
In seguito, quando le due compagnie si unirono, Bembos cominciò a venderle entrambi.
Poi, conseguentemente al successo di Bembos e a dei nuovi studi di mercato, McDonald's obbligò Coca-Cola ad accettare la vendita di Inca Kola nei suoi ristoranti (in questo periodo fu l'unico luogo ove Coca-Cola accettò un tale compromesso). Questa fu l'ultima volta che Inca Kola s'inserì nell'eterna unione fraterna tra McDonald's e Coca-Cola.
Nel 1997, la famiglia Lindley cominciò a cercare un nuovo partner. Coca-Cola cominciò allora a negoziare con la compagnia peruviana, in vista di un possibile acquisto. L'accordo venne stabilito nel 1999, Coca-Cola acquisto il 50% di Inca Kola e il 30% della società Jose R. Lindley per 300 milioni di dollari, cedendo però tutti i centri d'imbottigliamento presenti in Perù alla Lindley; un accordo di joint-venture venne firmato per tutti i mercati stranieri, ove Coca-Cola doveva utilizzare il suo potere pubblicitario per lanciare Inca Kola. Attualmente, l'Ecuador e gli Stati Uniti (New York) sono due dei paesi in cui Inca Kola è imbottigliata dalla Coca-Cola. Più tardi, nel 2005 J. Lindley, con una nuova transazione commerciale, riacquistò le proprie azioni della società.

### Mercato secondario
Durante i negoziati, numerose e piccole imprese emersero in Perù, vendendo bevande che facevano concorrenza alla Coca-Cola (Peru Cola, Cola Nacional, Inti Cola, Kola Real, ecc.) e a Inca Kola (Isaac Kola, Triple Kola, Concordia, ecc.). Questa rivalità si basava soprattutto sui prezzi, più che a nuove ricette, cercando di fare pressione sulle famiglie con i salari più bassi, al fine di acquistare i loro prodotti.
L'attacco delle campagne effettuate si basava sul fatto che Inca Kola non era più un'impresa peruviana, essendo stata venduta a un'impresa straniera e che quindi non meritava più i loro soldi. Ma il marchio Inca Kola è talmente forte e radicato nella cultura peruviana, che nessuna campagna ha potuto mai scalfire la sua leadership. Fra l'altro Inca Kola si è imposta nei ristoranti cino-peruviani, chiamati "Chifas", la maggioranza dei quali, a Lima, servono esclusivamente Inca Kola come bevanda analcolica.

### Situazione attuale
- Inca Kola : 31%
- Coca-Cola: 20%
- Kola Real: 17%
- Pepsi: 7%
- Sprite: 5%
- Altre bevande: Inca Kola è il leader del mercato, Coca-Cola è al secondo posto, e la Kola Real è alla terza posizione.[senza fonte]